# 이백산
이백산(李白山)은 일제강점기에 주로 활동한 한국의 배우이다.

## 생애
1930년대에 극예술연구회에서 연극 배우로 활동했다. 그러나 이백산을 포함한 소장파들은 유치진, 서항석 등 극연의 주류와 마찰을 일으켰고, 그는 이서향, 이화삼 등과 함께 극연을 탈퇴하여 협동예술좌를 창단했다.
협동예술좌는 친일 잡지인 동양지광의 전속 극단이 되어 태평양 전쟁 시기에 친일 연극을 다수 공연했다. 이백산은 협동예술좌 소속으로 친일 연극에 출연하고 조선연극문화협회 소속 이동극단 제2대 대장을 지내, 2005년 민족문제연구소가 선정한 친일인명사전 수록예정자 명단 중 연극/영화 부문에 포함되었으나 보류되었다.
광복 직후인 1945년 9월 좌익 계열 연극인들이 결성한 조선프롤레타리아연극동맹에 가담 했으며, 사회주의 연극을 공연한 해방극장에서 활동했다. 이후 해방극장의 강호, 이재덕, 이정자 등과 비슷한 시기인 1946년 경에 월북했는데, 연극계에서 가장 먼저 월북한 편에 속한다.
황철, 심영 등 다른 월북 배우들과는 달리 북조선에서의 활동이 잘 알려져 있지 않다.

## 참고자료
- 최원규 (1988년 1월 1일). 〈조선사상 제진영의 전망〉. 《일제말기 파시즘과 한국사회》. 서울: 청아출판사. ISBN 5000122046.